# Equipe sul-africana na Copa Davis
A equipe sul-africana na Copa Davis representa a África do Sul na Copa Davis, principal competição de tênis masculina por equipes do mundo. É administrada pela Tennis South Africa.
Conquistou um título, em 1974, após desistência da Índia na final, que não quis viajar à terra do oponente em protesto às políticas de apartheid.

## Última convocação (2023)
- Devin Badenhorst
- Philip Henning
- Leo Matthysen
- Christiaan Worst